# Paolo Zazzaroni

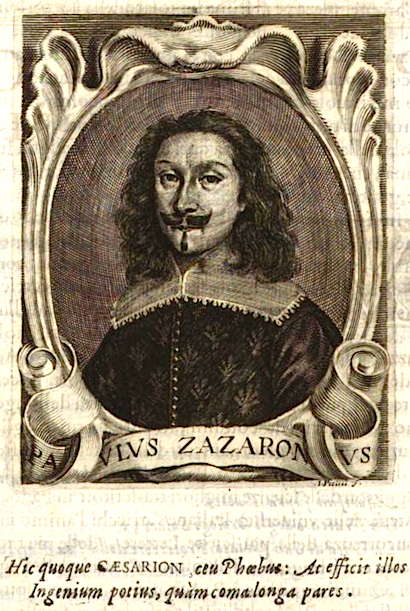
Paolo Zazzaroni (incisione da Le glorie degli Incogniti, 1647)

Paolo Zazzaroni (Verona, ... – Verona, 1691 ?) è stato un poeta italiano di scuola marinista.

## Biografia
Ignote le date di nascita e di morte. La Biblioteca Aprosiana di Cornelio Aspasio Antivigilmi (pseudonimo di Lodovico/Angelico Aprosio) lo indica vivente nel 1673, ma il termine più tardo è il 1691, quando lo Zazzaroni chiude la sua carriera di cancelliere del Comune di Verona, iniziata nel 1649.
Compì studi legali all’università di Padova. Fu poi a Parma, dove divenne discepolo dell’Achillini. Rientrato a Verona, divenne segretario del “maggiore e minor Consiglio cittadino”. Il 25 febbraio 1650, entrò nella locale Accademia Filarmonica, nei cui registri è appunto indicato con la carica di “segretario”. Fu inoltre membro dell’accademia veneziana degli Incogniti, ed ebbe, in particolare, contatti con il suo fondatore, Giovan Francesco Loredan. L'abate Filippo Picinelli lo definisce “nobil poeta”.

## Opere
Allo Zazzaroni si deve una raccolta di versi intitolata, con gusto squisitamente barocco, Giardino di poesie, distinto in Mirti, Viole, Rose, Allori, Cipressi, Spine, coltivato da Paolo Zazzaroni e stampata in 8o a Verona, da Bartolomeo Merlo, nel 1641 (talora indicata erroneamente come Giardino poetico, ecc.). Sappiamo inoltre che nel 1647 lo Zazzaroni lavorava a un “settimo compartimento” del Giardino, intitolato “Palme”, e stava approntando, sul celebre modello mariniano, una “Galeria di statue de’ più famosi eroi nell’armi e nelle lettere”.
Due suoi brevi racconti in prosa sono contenuti in Cento novelle amorose dei signori accademici Incogniti (Venezia, Guerigli, 1651; il nome è indicato erroneamente in "Paolo Lazzaroni", ma correttamente nell'indice).
Nel suo ruolo di cancelliere, lo Zazzaroni compilò il secondo volume dei Municipalia decreta veronesi, relativo al periodo 1662-1670.

## Un testo esemplificativo
(Paolo Zazzaroni, Per un neo bruno che aveva la sua donna nel volto)